# Дейвид Моралес
Дейвид Моралес (на англ.: David Morales) е хаус DJ и продуцент. Познат е и със своите ремикси на поп песни, които успява да превърне и в клубни хитове.

## Продуцентът
Дейността на Моралес като продуцент на хаус започва през 1993 с албум включващ 11 авторски парчета озаглавен The Program. Издаден е от лейбъла Phonogram Records. Хит от албума става Gimme Luv (Eenie Meenie Miny Mo). След дебютният си проект той се насочва към ремиксиране на песни на известни изпълнители. През 1998 под псевдонима David Morales presents The Face той издава сингъла Needin' U, който се превръща в най-големия му хит.
Продължавайки да търси успеха, през 2000 Моралес заедно с Алберт Лалбрера създава нов клубен хит – Higher с вокалите на Деана Дела Сиопа. Издава я под името Morales & Albert Cabrera present Moca. През ноември 2004, след интервал от 11 години Моралес пуска своя втори албум – 2 Worlds Collide, издаден от лейбъла на Ministry of Sound. Саундът на албума напомня за ранния хаус, миксиран със съвременни елементи. От албума като сингъл излиза How Would U Feel (с вокалите на Лиа-Лориън), която се превръща в хит.

## Ремикси
От 1986 Дейвид Моралес е един от най-търсените DJи за създаване на ремикси в модерната ера. Той работи с едни от най-известните артисти от популярната музика – Мадона, Уитни Хюстън, Майкъл Джексън, Джанет Джексън, Арета Фраклин, Даяна Рос и много други. Като доказателство за таланта на Моралес, той печели доста награди включително тази на Билборд и National Dance Music Awards в САЩ и в много други държави.
Най-голяма слава му носи работата с Марая Кери. През 1993 той прави ремикс на песента ѝ Dreamlover, който влиза в Билборд под номер 1. След големия успех той продължава да работи с Кери и по синглите от следващите ѝ албуми, докато през 1997 той продуцира албума ѝ Butterfly.

## Дискография

### Албуми
1. The Program – 1993
2. 2 Worlds Collide – 2004

### Сборни
1. United DJs of America, Volume 4 – 1994
2. Ministry of Sound: Sessions Seven – 1997
3. Mix The Vibe: Past-Present-Future – 2003